# Sono all'osso
Sono all'osso è un album studio del gruppo musicale Il Pan del Diavolo, pubblicato nel 2010.

## Descrizione
Il disco è stato registrato nel periodo ottobre-novembre 2009 presso le Officine Meccaniche di Milano. Pubblicato da La Tempesta Dischi, è stato mixato insieme al produttore statunitense JD Foster (già al lavoro con Calexico, Marc Ribot e Vinicio Capossela). Inoltre al disco collaborano anche gli Zen Circus nella canzone Bomba nel cuore.
Il primo singolo estratto è Pertanto, accompagnato da un videoclip (regia di Stefano Poletti) trasmetto nei network dedicati. 
In maggio viene diffuso il video di Bomba nel cuore (regia di Annapaola Martin). Nel settembre 2010 viene realizzato il video di Farà cadere lei, per la regia di Davide Toffolo, a cui partecipa Roberta Carrieri.
Per quanto riguarda lo stile, il disco si caratterizza di un particolare mix tra rockabilly, bluegrass e folk.
Viene ottimamente accolto dalla critica (5 stelle per Rolling Stone e disco del mese per Buscadero).

## Tracce
1. Farà cadere lei
2. Pertanto
3. Centauro
4. Università
5. Blu laguna
6. Bomba nel cuore
7. Il boom
8. Il mistero dello specchio rotto
9. Sono all'osso
10. Africa
11. Ciriaco
12. Scarpette a punta

## Formazione

### Gruppo
- Pietro Alessandro Alosi - voce, chitarra, grancassa
- Gianluca Bartolo - chitarra a 12 corde

### Ospiti
- Andrea Appino (Zen Circus) - voce, chitarra elettrica in Bomba nel cuore
- Ufo (Zen Circus) - basso acustico in Bomba nel cuore
- Karim Qqru (Zen Circus) - batteria minimale in Bomba nel cuore